# Tibor von Pettkó-Szandtner

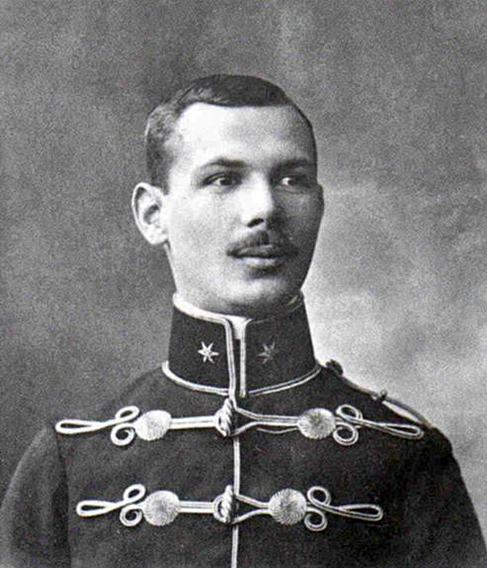
Tibor von Pettkó-Szandtner (1910)

Tibor von Pettkó-Szandtner (* 20. Juni 1886 in Bazin, Königreich Ungarn; † 6. Januar 1961 in Leutstetten bei Starnberg) war ein ungarischer General und Zuchtexperte für Vollblutaraber und Shagya-Araber, sowie eine herausragende Persönlichkeit des ungarischen Fahrstils. Er leitete von 1932 bis 1942 das Gestüt Bábolna im Westen Ungarns, von 1952 bis 1959 das Gestüt El Zahraa in Ägypten.

## Leben
Tibor von Pettkó-Szandtner ist im damals ungarischen Bazin als Sohn eines deutschen evangelisch-reformierten Vaters und einer ungarischen Mutter aus einem Trentschiner Adelsgeschlecht geboren. Nach dem Schulbesuch in Pozsony (heute Bratislava) studierte er auf Grund seines Interesses an der Pferdezucht am Georgikon in Keszthely. Seit 1916 war Pettkó-Szandtner mit Margarethe Sóos verheiratet, die er ein Jahr zuvor kennengelernt hatte. Ihre kinderlose Ehe blieb beständig.
Nach seinem Studium arbeitete er auf verschiedenen Gestüten unter anderem auch am Gestüt Kisbér. Von 1920 bis 1927 war er am Gestüt Bábolna dem Kommandanten Oberst Arthur Hajnyi zugeteilt. Er begann mit dem Schreiben von Fachbeiträgen über die Technik des richtigen Fahrens mit Pferden. Im Jahr 1928 kam er an den Fohlenhof der Armee bei Kiskunlacháza südlich von Budapest. Hier entstand sein wichtigstes Buch über Vergangenheit und Gegenwart der ungarischen Fahrkunst A magyar kocsizás (Fahren auf ungarische Art). 1928 wurde ihm bereits das Deutsche Fahrabzeichen in Gold verliehen. 1931 gelang ihm sein größter sportlicher Erfolg; er gewann mit seinem ungarischen Viererzug die Große Marathonprüfung Bad Ems – Aachen.
Im Jahr 1932 übernahm Pettkó-Szandtner, der inzwischen zum Oberst befördert wurde, das Kommando des Gestütes Bábolna. Das Gestüt war noch immer durch die Folgen des Ersten Weltkrieges auch baulich schwer in Mitleidenschaft gezogen worden. Daher widmete er sich sehr stark der Renovierung und Restaurierung des Gestütes. Der Zuchtbestand in Bábolna erfuhr besonders durch den Zukauf des Hengstes Kuhailan Zaid eine Aufwertung, der als eines der letzten Pferde direkt bei einem Nomadenstamm geboren ist und auch dort von Carl Raswan erworben wurde.
Pettkó-Szandtner konnte durch seinen Einsatz und sein Geschick den internationalen Ruf des Gestüts laufend verbessern. Die Qualität und die Quantität der Vollblutaraber und Shagya-Araber aus Bábolna erreichte unter seiner Führung das hohe Niveau der Vorkriegsjahre. Bábolna zählte bereits 1933 als das größte Araber-Gestüt in Europa. Im Jahr 1942 wurde Pettkó-Szandtner zum General befördert und als "Königlicher Ungarischer Oberstallmeister" nach Budapest berufen. Er war von nun an für die gesamte Pferdezucht des Landes verantwortlich. Sein Nachfolger in Bábolna wurde Oberstleutnant Detlev von Arentschildt. 
Nachdem im Jahr 1944 große landwirtschaftliche Bestände im Zuge der Panzerschlachten durch die Rote Armee zu Grunde gingen, versuchte Pettkó-Szandtner den in Ungarn noch vorhandenen Zuchtpferdebestand vor den Kampfhandlungen zu bewahren. Mit dem damaligen Staatssekretär Pál Batta einigte er sich auf folgende Vorgehensweise: Der Zuchtbestand der Gestüte Bábolna und Kisbér bleibt zu einem Drittel an Ort und Stelle, ein Drittel weicht der Front aus und wird an der Westgrenze des Landes untergebracht, während das letzte Drittel nach Bayern evakuiert wird. Aufgrund persönlicher Beziehungen und Bekanntschaften von Pettkó-Szandtner konnten vier Güterzüge mit etwa 40 Waggons 1944 die wertvollsten Pferden von Bábolna nach Bergstetten bei Donauwörth transportieren, wo die etwa 400 Pferde in einem leerstehenden Remontendepot untergebracht wurden. Detlev von Arentschildt begleitete Ende 1944 eine kleine Herde mit einer Kutsche von Kisbér nach Bergstetten.
Probleme erwuchsen jedoch, als nach dem Krieg amerikanische Offiziere der Besatzungsmacht begannen, die Pferde billig zu verkaufen. Außerdem wurden für die ehemaligen Behringwerke Araberstuten zur Serumgewinnung beschlagnahmt. Durch den Tausch gegen andere Pferde konnten diese jedoch wieder zurückgewonnen werden. Ab Dezember 1947 konnten die 200 verbliebenen Pferde nach Bábolna zurückkehren. 
Schlechter war es um Pettkó-Szandtner und seine Mitarbeiter bestellt, die bei der Evakuierung mit ihm nach Bayern kamen. Aus politischen Gründen, die sich durch die Flucht nach Deutschland ergaben, waren sie im Nachkriegs-Ungarn während der Sowjetisierung des Landes bis 1949 zunächst nicht erwünscht, unter der stalinistischen Diktatur von Mátyás Rákosi 1949–1953 nicht mehr sicher. Die ersten Nachkriegsjahre verbrachte Pettkó-Szandtner mit seiner Ehefrau auf dem Privatgestüt Gåvetorp von Arvid Aaby Ericsson bei Alvesta in Schweden. Sein Ungarischer Schlitten kann noch immer im dortigen Kutschenmuseum besichtigt werden.
Im Frühjahr 1949 erhielt er von Mohamed Taher Pascha – dem Präsidenten der ägyptischen Royal Agricultural Society – das Angebot, für das königliche Gestüt Kafr Farouk bei Kairo zu arbeiten. Er nahm das Angebot an, galt jedoch zunächst nur als persönlicher Gast und Berater König Faruqs, weil Europäer im Königreich Ägypten in dieser Zeit nicht gerne in Führungspositionen gesehen waren. Offizieller Gestütsleiter wurde Pettkó-Szandtner erst nach dem Militärputsch im Jahr 1952 im Gestüt El Zahraa – dem Nachfolgegestüt von Kafr Farouk. Von 1949 bis 1952 errichtete er in Ägypten eine moderne Pferdezuchtanstalt für Vollblutaraber, die später als Gestüt El Zahraa weltberühmt werden sollte; dabei diente ihm das Gestüt Bábolna als Vorbild. Seine Zuchtarbeit in Ägypten gilt als revolutionär und erlangte große Bekanntheit in Fachkreisen, weil er auch auf den Reimport von Asil-Arabern aus großen europäischen Gestüten setzte. Im arabischen Raum konnte man nämlich ab den 1930er Jahren kaum noch gute Vollblutaraber finden. Das von Pettkó-Szandtner handschriftlich geführte Stutbuch hat heute noch große Bedeutung im Gestüt El Zahraa. Zehn Jahre war er in Ägypten tätig, wo er die Qualität der Pferde verbessern konnte, so dass sie wieder vermehrt ins europäische Ausland verkauft werden konnten.
Im Jahre 1959 beendete Pettkó-Szandtner seine Tätigkeit als Gestütsleiter in El Zahraa und kehrte mit seiner Frau nach Europa zurück. Bis zu seinem Tode im Jahr 1961 wohnte er auf dem Gestüt S. K. H. Ludwig Prinz von Bayern in einem Haus der Familie Wittelsbach in Leutstetten. Er wurde auf dem Starnberger Waldfriedhof beigesetzt. 

## Werke
- A magyar kocsizás (Fahren auf ungarische Art), 1931.